# Combretum grandidieri
Combretum grandidieri är en tvåhjärtbladig växtart som beskrevs av Emmanuel Drake del Castillo. Combretum grandidieri ingår i släktet Combretum och familjen Combretaceae. Inga underarter finns listade i Catalogue of Life.